# Miami Beach
Miami Beach je město v okrese Miami-Dade County ve státě Florida ve Spojených státech amerických.
V roce 2010 zde žilo 87 779 obyvatel. S celkovou rozlohou 48,5 km² byla hustota zalidnění 4841,6 obyvatel na km².
Miami Beach leží na bariérovém ostrově, který odděluje lagunu Biscayne Bay od Atlantského oceánu. Podloží má vápenaté, ale povrch ostrova tvoří převážně naplavený písek. Průměrná nadmořská výška je tu asi 1,3 m.
Město bylo založeno v roce 1915 na místě původních avokádových plantáží.